# Catacrismia
Catacrismia là một chi bướm đêm thuộc họ Geometridae.